# Asianellus festivus
Espèce
Synonymes
- Euophrys festiva C. L. Koch, 1834
- Euophrys striata C. L. Koch, 1846
- Attus melanotarsus Grube, 1861
- Attus litteratus Simon, 1868
- Attus gilvus Simon, 1868
- Phlegra pichoni Schenkel, 1963

Asianellus festivus est une espèce d'araignées aranéomorphes de la famille des Salticidae.

## Distribution
Cette espèce se rencontre en zone paléarctique.

## Description

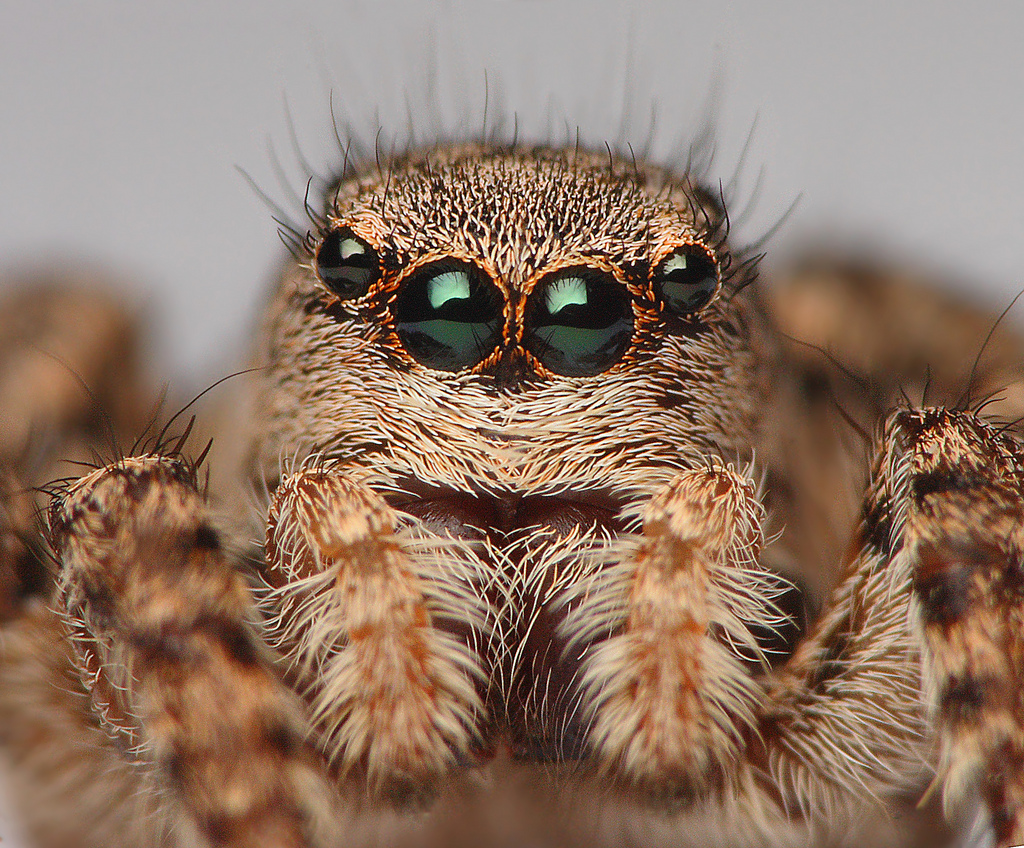
Asianellus festivus

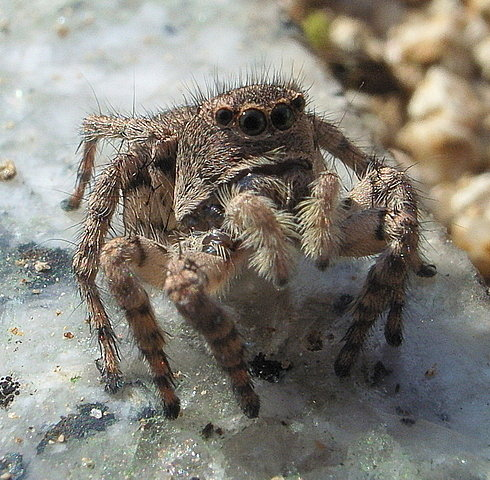
Asianellus festivus

Les mâles mesurent de 5,95 à 8 mm et la femelle 8 mm.

## Publication originale
- C. L. Koch, 1834 : Arachniden. Deutschlands Insecten, Heft 122-127.